# نشاندن (ریاضیات)
در ریاضیات، نشاندن یا تعبیه کردن (به انگلیسی: Embedding) نمونه‌ای از ساختار ریاضیاتیست که درون ساختار دیگری وجود داشته باشد؛ مثل زیرگروهی از یک گروه. 
زمانی که می گوییم شیئی چون {\displaystyle X} در شیء دیگری چون {\displaystyle Y} نشانده شده است، این نشاندن توسط نگاشت یک به یک و حافظ ساختاری چون {\displaystyle f\colon X\rightarrow Y} بیان می شود. معنی دقیق "حفظ ساختار" بستگی به نوع ساختار ریاضیاتی {\displaystyle X} و {\displaystyle Y} دارد. در اصطلاح‌شناسی نظریه رسته‌ها به نگاشت های حافظ ساختار ریخت می گویند. 
این حقیقت که نگاشت {\displaystyle f} یک نگاشت نشاندن است را با علامت پیکان قلاب دار نمایش می دهند (↪ U+21AA) لذا نگاشت اخیر را به صورت {\displaystyle f\colon X\hookrightarrow Y} نمایش می دهند. (از سوی دیگر برخی مواقع از این نماد برای نمایش نگاشت مشمول استفاده می شود).
اگر {\displaystyle X} و {\displaystyle Y} داده شده باشند، ممکن است به طرق مختلفی بتوان {\displaystyle X} را در {\displaystyle Y} نشاند. در بسیاری از موارد علاقه‌مندیم که به شکل استانداردی (یا به اصطلاح به روش "کانونی") این نشاندن را انجام دهیم، مثل نشاندن اعداد طبیعی در اعداد صحیح، نشاندن اعداد صحیح در اعداد گویا، نشاندن اعداد گویا در اعداد حقیقی یا نشاندن اعداد حقیقی در اعداد مختلط. در چنین مواردی اغلب {\displaystyle X} را با تصویرش {\displaystyle f(X)} که مشمول در {\displaystyle Y} است را یکی می گیرند. لذا رابطه آن‌ها را اینگونه در نظر می گیریم: {\displaystyle X\subseteq Y}.